# Onglet (informatique)

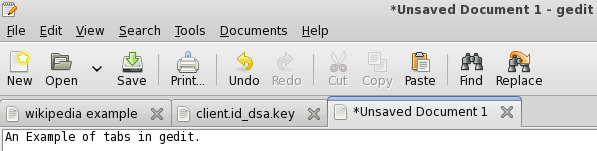
Onglets dans l'éditeur de texte gedit

Un onglet est, dans un fichier ou autre système de rangement, une petite excroissance porteuse d'une étiquette (typiquement, alphabétique) permettant un accès direct aisé aux documents. Ce terme est aussi utilisé par analogie pour évoquer certains composants d'interfaces utilisateur en informatique permettant d'avoir une interface plus riche dans une seule fenêtre.

## Utilisation
Les onglets sont typiquement utilisés pour visualiser :
- des objets du même type, par exemple, différentes pages dans un navigateur web, ou différentes feuilles de calculs dans un tableur ;
- des aspects différents d'un même objet, par exemple les différentes vues (Normal, HTML tags, Source, Preview) d'un document HTML dans un éditeur HTML.

## Navigation par onglets

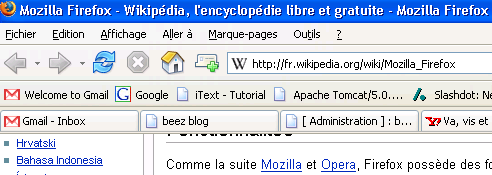
Firefox et ses onglets, ici au nombre de quatre (« Gmail - Inbox », « beez blog », « », « Va, vis et... »). Chacun de ces onglets contient une page ouverte précédemment.

La navigation par onglets fait référence à l'utilisation des onglets dans les navigateurs web. Cette fonctionnalité permet d'ouvrir des dizaines de pages web simultanément sans ouvrir autant de fenêtres. Pendant un temps, cette fonctionnalité a été un moyen de se distinguer du leader en termes de parts de marché, Microsoft Internet Explorer. Popularisée par le navigateur Opera, elle a ensuite été reprise par Mozilla Firefox et par Safari. Depuis sa version 7 (octobre 2006), Internet Explorer inclut cette fonctionnalité.

## Disposition
Les onglets peuvent se situer sur l'un des quatre côtés de la fenêtre.